# لووبوپیواکائین
لووبوپیواکائین (rINN) ‎/liːvoʊbjuːˈpɪvəkeɪn/‎ یک داروی بی‌حس‌کننده موضعی متعلق به گروه آمینو آمیدها است. این ماده انانتیومر S داروی بوپیواکائین است.
لووبوپیواکائین هیدروکلرید توسط شرکت اب‌وی با نام تجاری Chirocaine به بازار عرضه می‌شود.